# Myosmin
Myosmin ist eine chemische Verbindung aus der Gruppe der Tabak-Alkaloide. Sie ist aus einem Pyridin- und einen Dihydropyrrolring aufgebaut.

## Vorkommen
Myosmin ist in Tabakpflanzen enthalten. Des Weiteren konnte es auch im Bereich von 0,2 bis 2 ng/g in Nüssen und auch im Mais nachgewiesen werden.

## Herstellung
Die Synthese von Myosmin kann auf verschiedene Arten bewerkstelligt werden. Eine Möglichkeit ist die Reaktion eines Esters der Nicotinsäure mit dem geschütztem Butyrolactam Vinylpyrrolidon.
Biosynthetisch kann Myosmin durch Dehydrogenierung von Nornicotin erhalten werden. Hierbei ist es ein Zwischenprodukt des Abbaus von Nornicotin zu Nicotinsäure. Dass Myosmin jedoch auch in Pflanzen nachgewiesen werden konnte, welche kein Nicotin produzieren, lässt noch auf weitere bisher nicht bekannte Biosynthesewege schließen.

## Eigenschaften
Bei Myosmin handelt es sich um einen gelblichen Feststoff mit einem Schmelzbereich von 42 bis 44 °C, der sich bei Raumtemperatur langsam braun färbt.

## Verwendung
Myosmin kann zur Synthese von Nornicotin verwendet werden. Hierzu wird es entweder mit Wasserstoff am Palladium-Aktivkohle-Katalysator oder mit Natriumborhydrid reduziert.